# 巴科洛德
描戈律（香港译作描戈律市或描戈律市，台湾译作描戈律市）是位于菲律宾西米沙鄢西内格罗省的首府，位于内格罗斯岛，建立于1755年或1756年，1938年升级为市，截至2015年，共有人口561875。下辖61个镇。天主教巴科洛德教区位于此地。

## 友好城市
- 加拿大坎卢普斯
- 印尼新卡拉雅（Singaraja）
- 韩国安东市
- 韩国大邱西区
- 台湾基隆
- 美国长滩
- 菲律宾马利金纳市
- 菲律宾那牙
- 菲律宾帕拉纳克市
- 菲律宾伊洛伊洛市
- 菲律宾塔盖泰
- 菲律宾曼达维市
- 菲律宾武端市
- 菲律宾黎牙实比市